# Riforma dei cento giorni
La Riforma dei Cento Giorni (cinese tradizionale: 戊戌變法; cinese semplificato: 戊戌变法; pinyin: wùxū biànfǎ; conosciuta anche come: cinese tradizionale: 百日維新; cinese semplificato: 百日维新; pinyin: bǎirì wéixīn) fu un tentativo fallito di modernizzare l'apparato politico, sociale, culturale, militare ed educativo che iniziò l'11 giugno 1898, ad opera dell'imperatore Guangxu e dei riformisti guidati da Kang Youwei, e fu interrotto il 21 settembre da un colpo di Stato condotto dall'imperatrice madre Cixi e dai conservatori, fra cui l'Esercito Pei-yang.

## Le proposte di riforma
Nella Cina di fine Ottocento, erano molte le voci autorevoli che chiedevano una riforma radicale dell'apparato politico imperiale, sull'esempio del Rinnovamento Meiji avvenuto in Giappone, per far fronte a quella che i riformisti consideravano la profonda arretratezza dell'Impero cinese. Fu l'imperatore Guangxu il primo che rispose ai loro appelli.
La Cina, per grandezza, storia e potenza, era considerata decisamente superiore rispetto al Giappone. Le disastrose sconfitte cinesi durante le Guerre dell'oppio e la Prima guerra sino-giapponese, portarono ad un ribaltamento di questa concezione e, soprattutto, dimostrarono l'effettiva arretratezza denunciata da tempo dai riformisti. Inoltre, grandi potenze europee, quali l'Impero tedesco e l'Impero russo, spostarono i loro interessi economici sul Giappone, rallentando i loro rapporti con la Cina.
Tutto questo permise al leader del riformismo cinese, Kang Youwei, di essere ricevuto dall'imperatore, al quale parlò dei propri progetti per riformare il sistema imperiale. Guangxu ne fu entusiasta e pose molti discepoli di Kang in posizioni di potere, per permettergli di portare a termine le loro riforme, che comprendevano:
- abolizione della sinecura;
- modernizzazione degli esami imperiali e modernizzazione del sistema educativo (in particolare con la promozione delle scienze in contrasto allo studio del confucianesimo);
- avanzamento della democrazia con l'instaurazione di una monarchia costituzionale;
- applicazione in economia dei principi del capitalismo;
- mutamento totale del sistema militare per rendere le forze armate più moderne e vicine a quelle occidentali;
- industrializzazione della Cina.

A tutto questo, secondo Kang, doveva corrispondere un processo di trasformazione culturale delle masse popolari cinesi.

## Stroncamento
Le proposte dei riformisti si scontrarono duramente con i conservatori, specialmente agli alti vertici dello Stato, i quali sostenevano che fosse necessario un corso di riforme più graduale rispetto alla radicalità proposta da Kang Youwei. Costoro erano sostenuti dall'imperatrice madre Cixi, precedente reggente dell'Impero, e Yuan Shikai, a capo dell'Esercito Beiyang. Inoltre, avevano l'appoggio del Gran consiglio.
Il 21 settembre, le forze di Yuan entrarono a Pechino e costrinsero l'imperatore ad una sorta di arresti domiciliari nella Città Proibita, mentre Cixi prendeva il potere autoproclamandosi reggente. Ella ritirò i precedenti editti emanati da Guangxu per sostenere le riforme e fece arrestare sei dei principali riformisti (noti come I sei Gentiluomini): Tan Sitong (che fu anche giustiziato), Kang Guangren, Lin Xu, Yuang Shenxiu, Yang Rui e Liu Guangdi. Kang Youwei fu costretto a fuggire in Giappone, dove fondò la Società Per Proteggere l'Imperatore.

## Riforme future
Le idee della Riforma dei Cento Giorni avrebbero comunque influenzato la stessa Cixi negli anni a venire. Nel 1905, vennero aboliti gli esami imperiali. Ebbero inizio modernizzazioni delle forze armate ispirate all'esercito giapponese, che portarono alla fondazione della Nuova Armata. Furono successivamente fondati dei governi e delle assemblee locali, che ebbero però vita breve.
D'altro canto, il fallimento del riformismo fu una delle cause che portò alla rivoluzione cinese del 1911.